# Kurt David
Kurt David (ur. 13 lipca 1924 w Reichenau, zm. 2 lutego 1994 w Oybin) – niemiecki pisarz (prozaik) i dziennikarz.

## Życiorys
Ukończył szkołę handlową. W czasie II wojny światowej był w latach 1942–1945 żołnierzem Wehrmachtu. Do 1946 przebywał w niewoli radzieckiej. Po uwolnieniu został obywatelem wschodnioniemieckim i osiadł w NRD. Pragnął zostać muzykiem czemu przeszkodziła rana ręki odniesiona w czasie wojny. Przez kilka kolejnych lat pracował jako urzędnik, funkcjonariusz śledczy w policji (DVP), działacz kulturalny i reporter prasowy. Od 1954 zajął się wyłącznie pracą literacką. Odbył wiele podróży do Europy i Azji (kilkakrotnie odwiedził Polskę, która również była obecna w jego twórczości), dokumentując je reportażami literackimi.

## Twórczość
W jego twórczości wyróżnić można trzy zasadnicze kierunki zainteresowań:
1. narodowy socjalizm w Niemczech i II wojna światowa
2. muzyka
3. historia powszechna

Pierwszy nurt odzwierciedlają utwory Davida kierowane do dorosłych i związane głównie z wyborem drogi politycznej i życiowej dokonywanym przez Niemców w tym okresie. Drugi stanowi kontynuację młodzieńczych muzycznych zainteresowań pisarza i składają się na niego beletryzowane biografie wielkich muzyków (Schuberta, Beethovena). Trzeci, w którym autor zdobył największą popularność, to powieści adresowane do młodzieży, których motywem przewodnim jest analiza postawy moralnej człowieka nie mogącego zaakceptować rzeczywistości uważanej przez siebie za niesprawiedliwą i nieludzką.
- Die Verführten, Halle (Saale) 1956 (wyd. pol. 1956 pt. Uwiedzeni)
- Gegenstos ins Nichts, Berlin 1957
- Befehl ausgeführt, Berlin 1958
- Michael und sein schwarzer Engel, Berlin 1958
- Briefe an den lieben Gott, Berlin 1959
- Der erste Schus, Berlin 1959
- Der goldene Rachen, Berlin 1960
- Der Granitschädel, Halle (Saale) 1960
- Sechs Stare sasen auf der Mauer, Berlin 1961
- Im Land der Bogenschützen, Berlin 1962
- Der singende Pfeil, Berlin 1962
- Polnische Etüden, Berlin 1963
- Beenschäfer, Berlin 1964
- Freitags wird gebadet, Berlin 1964
- Das Haus im Park, Berlin 1964
- Der Spielmann vom Himmelpfortgrund, Berlin 1964 (wyd. pol. 1964 pt. Muzyk z ulicy Himmelpfortgrund)
- Die goldene Maske, Berlin 1966
- Der Schwarze Wolf, Berlin 1966 (wyd. pol. 1970 p. t. Czarny Wilk)
- Tenggeri, Berlin 1968 (wyd. pol. 1972 p. t. Tenggeri, syn Czarnego Wilka)
- Bärenjagd im Chentei, Berlin 1970
- Begegnung mit der Unsterblichkeit, Berlin 1970 (wyd. pol. 1964 p. t. Spotkanie z nieśmiertelnością)
- Die Überlebende, Berlin 1972 (wyd. pol. 1976 p. t. Ocalona)
- Antennenaugust, Berlin 1975
- Der Bär mit dem Vogel auf dem Kopf, Berlin 1977 (razem z Gerhardem Gossmannem)
- Was sich die schönste aller Wolken wünschte, Berlin 1977 (razem z Karl-Heinzem Appelmannem)
- Der Löwe mit der besonders schönen langen Mähne, Berlin 1978 (razem z Horstem Bartschem)
- Der Khan mit den Eselsohren, Berlin 1981 (razem z Waltrautem Fischerem)
- Goldwurm und Amurtiger, Berlin 1982 (razem z Gerhardem Gossmannem)
- Rosamunde, aber nicht von Schubert, Berlin 1982
- Das weise Pony, Berlin 1989

## Nagrody
Kurt David (m.in.) trzykrotnie otrzymał Nagrodę Ministra Kultury NRD (1962, 1966 i 1972), a w 1973 został laureatem Nagrody Państwowej NRD. W 1970 otrzymał Nagrodę im. Alex Wedding.